# Prvi talijansko-abesinski rat
Prvi talijansko-abesinski rat je bio rat između Kraljevine 
Italije i Etiopije koji se je vodio od 1895. do 1896. Etiopska 
pobjeda u tom ratu široko je odjeknula tadašnjim svijetom, to je bila prva pobjeda neke afričke zemlje u srazu s tada nadmoćnim europskim državama. Etiopija se obranila i ostala praktički jedina afrička zemlja, koja nije postala europska kolonija.

## Pozadina sukoba
Isprva se, nakon pogibije cara Ivana IV.,  tadašnji ras Pokrajine Šoa Menelik II. koristio Talijanima u borbi za prevlast. Nakon što je uspio zagospodariti pokrajinama Tigraj i Amhara, proglasio se 25. ožujka 1889. neguša negastom (carem) Etiopije. Dva mjeseca nakon svog ustoličenja, Menelik II., na nagovor talijanskog veleposlanika grofa Pietra Antonellija,  potpisao je  2. svibnja 1889. Sporazum o prijateljstvu s Kraljevinom Italijom u gradiću Učjale. 
Sporazum je priznavao Menelikov suverenitet nad Etiopijom, ali je Italiji omogućio kontrolu nad Eritrejom, zapravo nad obalnim pojasom Crvenog mora na sjeverozapadu Etiopije. Talijani bi zauzvrat pružali Meneliku financijsku i vojnu pomoć. Talijani su naime po uzoru na Britance (Protektorat Aden) i Francuze (Džibuti) htjeli osigurati svoju nazočnost na tom tada izuzetno važnom plovnom putu iz Sueskog kanala za Daleki Istok.
Ali dvojezični Sporazum o prijateljstvu iz Učjale izgleda da nije bio istovjetan na talijanskom i amharskom jeziku (U spornom članku 17. Sporazuma).  Prema talijanskom tekstu Sporazuma, Italija je dobila protektorat nad Etiopijom i potpunu kontrolu nad svim unutrašnjim i vanjskim poslovima. Vanjski poslovi su morali ići preko talijanskih vlasti koja ih je morala odobriti. Amharska inačica Sporazuma dozvoljavala je Meneliku da može imati odnose i s drugim državama, ako to želi - i preko Italije, ali bez traženja odobrenja. Talijanski diplomati su tvrdili da je izvorni amharski primjerak Sporazuma imao članak 17. istovjetan talijanskom, koji je Menelik potpisao. Menelik II. je pak jednostrano proglasio Sporazum o prijateljstvu nevažećim 1893. Na tu je vijest talijanska vlada odlučila vojnom intervencijom prisiliti Etiopiju na poštovanje Sporazuma.

## Tijek rata
Talijani su uputili iz Eritreje jedan ekspedicijski korpus na Tigraj uz rijeku Mareb, očekivali su da će tradicionalni neprijatelji Menelika stati na njihovu stranu, međutim gotovo sve etničke skupine Tigraja stale su na stranu cara. U prvom dijelu sukoba, uspjeli su zauzeti glavni grad Tigraja Advu i pobijediti etiopske snage u Bitci kod Koatita 1895. te zarobiti velik dio naoružanja i važnih dokumenata.
Menelik II. uputio se nakon toga u Francusku tražiti pomoć, zapravo nudio im je da sklope Sporazum o zaštiti s njim, a Francuzi su ga odbili zbog odnosa s Talijanima u Tunisu. Menelik se vratio u Etiopiju i izdao apel kojim je pozvao sve ljude sposobne za borbu iz Šoe da se pridruže njegovoj vojsci u gradiću Vere Ilu.
Sljedeća veća Bitka zbila se kod mjesta Amba Alagi 7. prosinca 1895., tu su 
etiopski vojnici pregazili talijanske vojsku ukopanu na toj prirodnoj utvrdi i prisilili 
Talijane da se povuku natrag u Eritreju. Ostatak talijanskih snaga pod zapovjedništvom generala Giuseppea Arimondija povukao se do nedovršenih talijanskih utvrda kod Mek'elea. Arimondi je tako ostao na lijevom krilu fronte sa svojim malim garnizonom od oko 1150 eritrejskih askera i 200 talijanskih vojnika, dok je na desnom krilu general Oreste Baratieri, talijanski vrhovni zapovjednik, vršio koncentraciju talijanskih snaga.
Etiopske trupe opkolile su Mek'ele 18. prosinca, nakon višekratnih borbi i pregovaranja, talijanski garnizon se predao 21. siječnja 1896., Menelik je dozvolio da se talijani slobodno evakuiraju zajedno sa svojim oružjem.
Talijanska javnost i politički vrh tražili su od svog zapovjednika Baratierija odlučnu 
vojnu akciju. Kao rezultat tog silnog pritiska zbila se Bitka kod Adve (Tigraj) 1. ožujka 1896. U toj bitci sudjelovalo je gotovo polovica svih talijanskih snaga u Africi, četiri brigade ukupnog sastava oko 20.000 ljudi, s 56 topova. 
Baratieri je želio iznenaditi brojno veće etiopske snage iznenadnim napadom u ranim jutarnjim satima, očekujući da će neprijatelje uhvatiti na spavanju. 
Međutim, Etiopljani su već ustali na jutarnju misu, i na talijanski napad, odgovorili 
snažnim protunapadom u kojem su slomili Talijane. Dobar dio Menelikove pobjede ležao je u činjenici da je raspolagao većim brojem vojnika, koji su premda loše obučeni (to je bila feudalno ustrojena milicija) ipak izvršavali zadatke točno i na vrijeme.
Na etiopskoj strani u bitci su sudjelovali i ruski vojni instruktori i dobrovoljci. Rusi su Meneliku dostavili uz puno muka nekih 30,000-60,000 modernih pušaka. Ruski vojni stručnjaci savjetovali su Menelika II. da izbjegava frontalne sukobe s Talijanima, već da pribjegne stalnim manjim napadama na izolirane jedinice. Tim stalnim uznemiravanjem, trebao je poništiti Talijansku prednost u oružju, obuci i organizaciji. 
Nakon bitke na bojištu je ostalo oko 9500 do 12.000.poginulih talijanskih vojnika, pored toga oko 2000 eritreskih askera je ubijeno ili zarobljeno. Etiopski gubici bili su oko 3.000 mrtvih i 6.000 ranjenih. S talijanskim zarobljenicima se postupalo humano, obzirom na tadašnje teške uvjete, međutim se prema 800 zarobljenih eritrejskih askera, postupalo krajnje okrutno. Njih se držalo nacionalnim izdajicama, te su im rezane desna ruka i lijeva noga.
Nakon bitke Menelik se vratio u svoj glavni grad Adis Abebu, i u miru čekao rezultate svoje pobjede. Nasuprot tome poraz Italije u Bitci kod Adove, ispao je jedan od najvećih poraza 19. st. koji je osobito teško primljen u samoj Italiji. Izbili su ulični neredi, nakon dva tjedna vlada premijera Francesca Crispija podnijela je ostavku.
Nakon toga Italija i Etiopija potpisale su Mirovni ugovor u Adis Abebi u listopadu, tim ugovorom precizno je utanačena granica između Talijanske kolonije Eritreje i Etiopije. Italija je bila prisiljena priznati neovisnost Etiopije. Ubrzo nakon toga pojavili su se predstavnici Velike Britanije, Francuske i ostalih velikih sila u potrazi za unosnim poslovima u Etiopiji.